# Kabinett Freycinet I

Charles de Freycinet war von 1879 bis 1880, 1882, 1886 und von 1890 bis 1892 Premierminister Frankreichs

Das erste Kabinett Freycinet war eine Regierung der Dritten Französischen Republik. Es wurde am 28. Dezember 1879 von Premierminister (Président du Conseil) Charles de Freycinet gebildet und löste das Kabinett Waddington ab. Es blieb bis zum 23. September 1880 im Amt und wurde daraufhin vom Kabinett Ferry I abgelöst.
Dem Kabinett gehörten Vertreter der Gauche républicaine (GR), der Union républicaine (UR) und des Centre gauche (CG) an.

## Kabinett
Dem Kabinett gehörten folgende Minister an:
| Amt                                                    | Name                                         | Gruppe | Beginn der Amtszeit            | Ende der Amtszeit               |
| ------------------------------------------------------ | -------------------------------------------- | ------ | ------------------------------ | ------------------------------- |
| Premierminister                                        | Charles de Freycinet                         | GR     | 28. Dezember 1879              | 23. September 1880              |
| Außenminister                                          | Charles de Freycinet                         | GR     | 28. Dezember 1879              | 23. September 1880              |
| Siegelbewahrer und Justizminister                      | Jules Cazot                                  | GR     | 28. Dezember 1879              | 23. September 1880              |
| Innenminister und Religionsminister                    | Edme Charles Philippe Lepère Ernest Constans | UR GR  | 28. Dezember 1879 17. Mai 1880 | 17. Mai 1880 23. September 1880 |
| Finanzminister                                         | Joseph Magnin                                | GR     | 28. Dezember 1879              | 23. September 1880              |
| Kriegsminister                                         | Jean Joseph Farre                            |        | 28. Dezember 1879              | 23. September 1880              |
| Minister für öffentlichen Unterricht und schöne Künste | Jules Ferry                                  | GR     | 28. Dezember 1879              | 23. September 1880              |
| Minister für Marine und Kolonien                       | Jean Bernard Jauréguiberry                   | CG     | 28. Dezember 1879              | 23. September 1880              |
| Minister für Landwirtschaft und Handel                 | Pierre Tirard                                | UR     | 28. Dezember 1879              | 23. September 1880              |
| Minister für Post und Telegrafie                       | Louis Adolphe Cochery                        | GR     | 28. Dezember 1879              | 23. September 1880              |
| Minister für öffentliche Arbeiten                      | Henri Varroy                                 | GR     | 28. Dezember 1879              | 23. September 1880              |

### Unterstaatssekretäre
Dem Kabinett gehörten folgende Sous-secrétaires d’État an:
| Amt                                       | Name                             | Gruppe | Beginn der Amtszeit            | Ende der Amtszeit               |
| ----------------------------------------- | -------------------------------- | ------ | ------------------------------ | ------------------------------- |
| Ministerium für öffentliche Arbeiten      | Marie François Sadi Carnot       | GR     | 29. Dezember 1879              | 23. September 1880              |
| Justizministerium                         | Félix Martin-Feuillée            | UR     | 29. Dezember 1879              | 23. September 1880              |
| Ministerium für schöne Künste             | Edmond Turquet                   | GR     | 29. Dezember 1879              | 23. September 1880              |
| Ministerium für Landwirtschaft und Handel | Cyprien Girerd                   | GR     | 29. Dezember 1879              | 23. September 1880              |
| Innen- und Religionsministerium           | Ernest Constans Armand Fallières | GR GR  | 29. Dezember 1879 17. Mai 1880 | 17. Mai 1880 23. September 1880 |
| Finanzministerium                         | Daniel Wilson                    | GR     | 29. Dezember 1879              | 23. September 1880              |

## Historische Einordnung
Charles de Freycinet setzte als Premierminister die Politik der Regierung Waddington fort. Die Teilamnestie der Kommunarden wurde in eine vollständige Amnestie umgewandelt. Der 14. Juli wurde zum Nationalfeiertag erklärt. Die Inschrift Liberté, Égalité, Fraternité (Freiheit, Gleichheit, Brüderlichkeit) wurde ab nun auf öffentlichen Gebäuden angebracht.
Die Regierung schloss Geistliche aus dem Obersten Rat für öffentliche Bildung (Conseil supérieur de l’instruction publique) aus. Ebenfalls auf die Geistlichkeit war das Verbot gemünzt, das privaten Hochschulen die Bezeichnung als Universität und das Verleihen akademischer Grade untersagte.
In der Frage der Jesuiten-Vertreibung (deren Kollegien wurden am 31. August versiegelt) überwarf sich Freycinet mit der Mehrheit der republikanischen Delegierten – Freycinet plädierte für ein langsameres Vorgehen – und wurde von der Léon Gambetta zugerechneten Parlamentariergruppe zum Rücktritt gezwungen.